# Lysol (бренд)
Lysol — это американский бренд чистящих и дезинфицирующих средств, принадлежащий британско-нидерландской компании Reckitt Benckiser, которая также известными торговыми марками Dettol и Sagrotan. В линейку продуктов входят: жидкие растворы для твёрдых и мягких поверхностей, для обработки воздуха и мытья рук. Главной активной составляющей в большинстве товаров Lysol является хлорид бензалкония (но в «Power and Free» активной составляющей является перекись водорода). С момента его появления в конце 19 века, Lysol использовался в качестве бытового и промышленного чистящего средства, а немного ранее в качестве медицинского дезинфицирующего средства.

## История

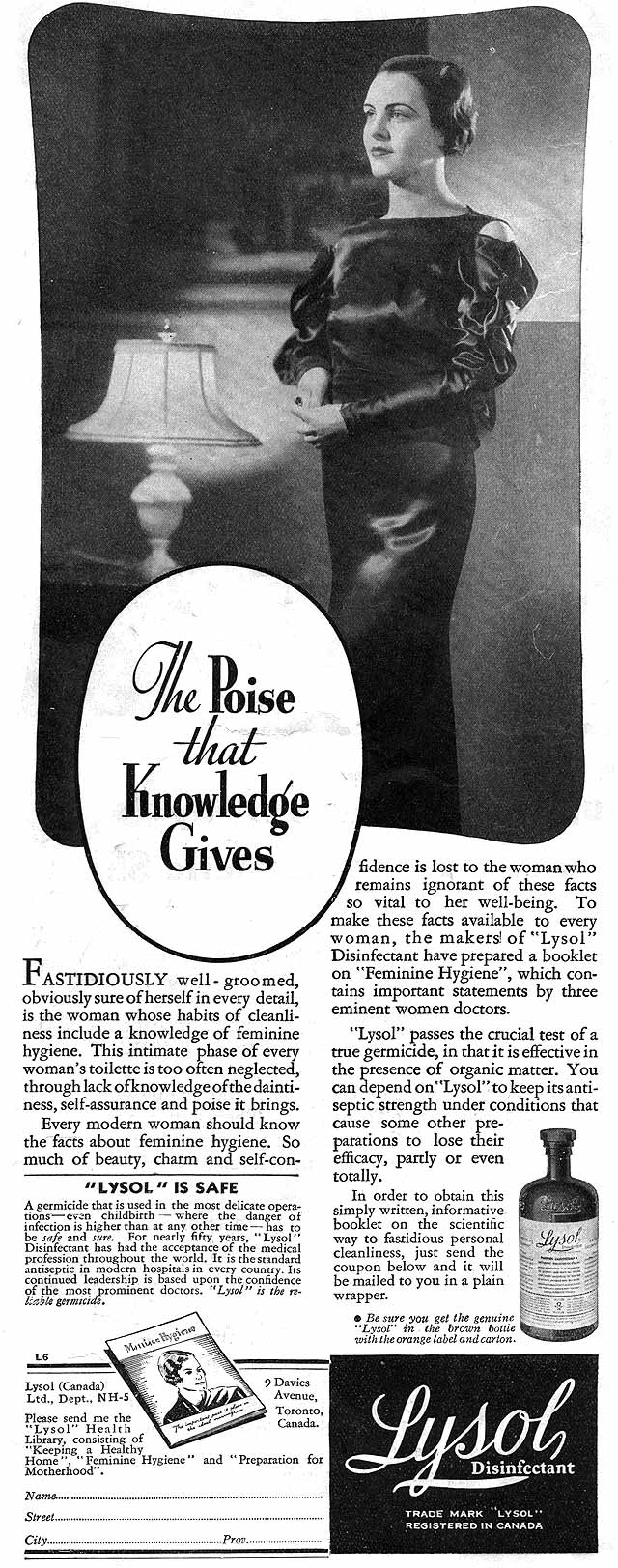
Канадская реклама 1935 года средства женской гигиены Lysol

В 1889 году Густав Раупенштраух представил антисептическое дезинфицирующее средство под брендом Lysol. Это средство было создано для того, чтобы помочь остановить эпидемию холеры в Германии. Оригинальная рецептура Lysol содержала в себе крезолы, и данная рецептура всё ещё является доступной в некоторых частях мира. Состав, который содержит в себе хлорфенол, всё ещё доступен в Соединённом Королевстве.
В 1911 году отравление товарами Lysol стало наиболее распространённым способом самоубийства в Австралии и Нью-Йорке/ Один из активных ингредиентов — хлорид бензалкония — является высокотоксичным для рыб (LC50 = 280 мкг аи/Л), очень высокотоксичным для водных беспозвоночных (LC50 = 5,9 мкг аи/Л), умеренно токсичен для птиц (LD50 = 136 мг/кг-bw) и слегка токсичен («безопасен») для млекопитающих (LD50 = 430 мг/кг-bw).
Собственность: Lehn & Fink была приобретена Sterling Drug в 1967 году, а Reckitt & Colman приобрела L &F в 1994 году, когда Bayer приобрела Sterling-Winthrop. По состоянию на 2015 год продукция Lysol распространялась компанией Reckitt Benckiser LLC из Парсиппани, штат Нью-Джерси.

## Использование во время пандемии испанского гриппа в 1918 году
Во время пандемии испанского гриппа в 1918 году компания Lehn & Fink, Inc. рекламировала дезинфицирующее средство Lysol как эффективное средство противодействия вирусу гриппа. Рекламные объявления в газетах давали советы по предотвращению распространения вируса. Одним из советов являлась рекомендация мыть палаты больных и всё, что контактировало с заражёнными, средством Lysol. Небольшая бутылка стоимостью 50 центов содержала 5 галлонов дезинфицирующего раствора (19 л; 4,2 галлона), а бутылка меньшего размера (25 центов США) — 2 галлона (7,6 л; 1,7 галлона). Компания также рекламировала «нерафинированный» Lysol F. & F. для использования на заводах и в других крупных зданиях — 5 галлонов США (19 л; 4,2 галлона), при разбавлении, как указано, 50 галлонов США (190 л; 42 галлона) дезинфицирующего раствора.

## Использование в качестве средства для абортов
Ранние составы содержали в себе крезол. Это соединение, способное спровоцировать аборты, и оно широко использовалось женщинами, которые не имели возможности сделать легальные аборты в Соединённых Штатах. В первой половине XX века об этом явлении медицинскому сообществу не было известно. К 1960-м годам была опубликована медицинская литература, которая признала, что Lysol и другие мыла широко используются для того, чтобы спровоцировать прерывание беременности. Впоследствии это могло привести к почечной недостаточности со смертельным исходом и сепсису.

## Продукты
- 1930: Дезинфицирующая жидкость марки Lysol была представлена в аптеках и больницах.
- 1957—1958: Lysol приобрела права на дезинфицирующий спрей частной марки National Laboratories, Inc.
- 1962: Lysol выпустила дезинфицирующий спрей Lysol, в котором использовался новый метод аэрозольного нанесения.
- 1968: Компания Lysol начала создавать чистящие средства для ванной комнаты, выпустила средство для чистки унитазов Lysol.
- 1985: Был выпущен универсальный очиститель Lysol.
- 1988: Lysol начала поставлять аэрозольные дезинфицирующие средства во влажные районы, такие как Хьюстон, для борьбы с профессиональными заболеваниями лёгких (также известными как «лёгочная гниль»).
- 2000: Выпущены предварительно увлажнённые дезинфицирующие салфетки марки Lysol, чистящие салфетки для использования на твёрдых, непористых поверхностях.
- 2009: Lysol начала производить мыло для рук.